# 一路鬧到底
《一路鬧到底》（英語：Bad Trip）是一部2021年美國隱藏鏡頭喜劇片，由櫻井北尾（Kitao Sakurai）執導並與丹·庫瑞（Dan Curry）、艾瑞克·安德烈共同編寫劇本。講述克里斯·凱瑞（Chris Carey，安德烈飾演）和巴德·馬龍（Bud Malone，李利·萊爾·豪艾里飾演）這對死黨從佛羅里達州前往紐約市的公路旅行，以完成克里斯對高中戀人（米凯拉·考林飾演）的示愛，但由於他們偷了巴德罪犯姊姊（蒂芬妮·哈戴許飾演）的車，使她憤怒地在後頭窮追不捨。
《一路鬧到底》原定於2020年3月14日在西南偏南音樂節舉行首映，並由獵戶座影業排於2020年4月17日美國院線上映，但因COVID-19疫情影響而無限期推遲。電影於同年4月17日上線亞馬遜影片，且在此前洩露盜版。《一路鬧到底》後來賣給Netflix，2021年3月26日在該平台上線。

## 劇情
克里斯·凱瑞在佛羅里達州的小鎮上洗車，他在洗車場遇見自己心儀的高中同學瑪麗亞·李，但因自己全身的衣物都被吸塵器吸走使他只能躲在車裡，瑪麗亞離開後，克里斯沒能得到對方的電話。克里斯的最好的朋友巴德·馬龍在一間電腦商店工作，他的流氓姊姊崔娜前來要錢，在家軟禁的她解開了電子標記並搶了店裡的錢，再將一些錢塞給兩名顧客後開車離開。
一年後，克里斯在冰沙店裡找到了新工作。當一名水管工進入克里斯的家時，克里斯從裝滿啤酒罐的浴缸中冒出來，得知自己遲到的他急忙衝出家門，一路惹了麻煩。瑪麗亞走進店裡與克里斯見面，並透露自己是紐約市美術展策展人。她邀請他去藝廊後，克里斯決定前往紐約，開心地演唱〈今天我遇見了一個女孩〉（I Saw a Girl Today），這引起了周圍所有人的困惑。他與巴德制定了前往紐約的公路旅行計劃。克里斯提議巴德偷開崔娜的車，由於崔娜已經入獄，巴德勉強答應。
兩人開走車子後，崔娜與此同時越獄。她發現自己的車已被盜，憤怒地發誓要殺了巴德與克里斯，並偷了一輛警車追著他們。克里斯和巴德弄壞加油站的泵後，前往一間酒吧助興，但飲酒過度的克里斯從高台跌落後吐了一地。兩人參觀了動物園；當克里斯闖入圍欄與大猩猩合照時遭到該動物強姦，嚇壞了遊客。之後當他們撞壞了崔娜的車時，引起了爭執，結束了他們的友誼，直到一名陸軍徵兵人員開導克里斯。克里斯發現巴德上了回到佛羅里達的巴士上，兩人再次團聚，最後到達瑪麗亞的藝廊。崔娜從自己被撞壞的車子中得到瑪麗亞的名片，得知他們的目的地。
崔娜憤怒地在藝廊攻擊克里斯，之後企圖將他從屋頂扔下，但巴德最終硬起來反抗崔娜。崔娜擁抱他，為他終於站出來為自己感到驕傲。克里斯和巴德回到瑪麗亞的畫廊，但對方因藝廊被摧毀殆盡而趕走他們。之後，克里斯和巴德學習電影《小姐好白》，打扮成白人女性出席環保主義的籌款晚宴，崔娜也以白人男性的偽裝加入他們。三人在舞台上表演DMX歌曲〈聚會〉，這讓在場其他人都感到不適。
在片尾的幕後花絮中，呈現了電影中出現的人們當被告知是隱藏鏡頭整人橋段時的反應。

## 演員
- 艾瑞克·安德烈飾演克里斯·凱瑞（Chris Carey）
- 李利·萊爾·豪艾里飾演巴德·馬龍（Bud Malone）
- 蒂芬妮·哈戴許飾演崔娜·馬龍（Trina Malone）
- 米凯拉·考林飾演瑪麗亞·李（Maria Li）
- 克里斯·洛克飾演警察（鏡頭刪減）

## 製作
在電影的概念化過程中，艾瑞克·安德烈參加了罗伯特·麦基的故事研討會，並諮詢了喜劇演員傑夫·崔曼和納森·菲爾德。影片製作完成後，安德烈將片子給他們及薩夏·拜倫·柯恩觀賞，柯恩是隱藏鏡頭整人和電影的資深人士。

## 外部連結
- 在Netflix上觀看《一路鬧到底》
- 互联网电影数据库（IMDb）上《一路鬧到底》的资料（英文）